# Metoda Eulera-Maruyamy
Metoda Eulera-Maruyamy – metoda numerycznego rozwiązywania stochastycznych równań różniczkowych. Nazwa metody pochodzi od nazwiska japońskiego matematyka Gisiro Maruyamy (1916-1986), który rozszerzył metodę Eulera z 1768, stosowaną do numerycznego rozwiązywania równań różniczkowych zwyczajnych. Metoda ta jest jedną z niewielu metod numerycznych, które pozwalają metody numeryczne stosowane do równań deterministycznych rozszerzyć do równań stochastycznych.

## Opis metody

### Równanie stochastyczne
Niech dane będzie stochastyczne równanie różniczkowe postaci
{\displaystyle \mathrm {d} X_{t}=a(X_{t})\,\mathrm {d} t+b(X_{t})\,\mathrm {d} W_{t}}
oraz
{\displaystyle X_{T_{init}}=x_{0}} – zadany warunek początkowy (położenie cząstki w chwili początkowej {\displaystyle T_{\mathrm {init} }}),
gdzie:
{\displaystyle W_{t}} – proces Wienera,
{\displaystyle a(X_{t}),b(X_{t})} – zadane funkcje procesu losowego {\displaystyle X_{t}.}
Poszukiwane jest rozwiązanie tego równania na przedziale {\textstyle [T_{init},T_{end}].}
Analiza równania stochastycznego
O stochastycznym charakterze powyższego równania decyduje różniczka procesu losowego Wienera: gdyby była równa zeru, to proces byłby deterministyczny. Funkcja {\displaystyle b,} stojąca przed tą różniczka, pełni zaś rolę wzmacniania lub osłabiania efektu fluktuacji losowych.
Z drugiej strony, funkcja {\displaystyle a,} stojąca przed różniczką {\displaystyle dt,} decyduje, na ile proces deterministyczny dominuje nad procesem losowym – gdyby funkcja ta była zerowa, to proces byłby czysto losowy.
Powyższe własności łatwo sprawdzić, rozwiązując podane dalej przykładowe równanie stochastyczne, zmieniając odpowiednio jego parametry.

### Przybliżenie Eulera-Maruyamy
Przybliżeniem Eulera-Maruyamy dokładnego rozwiązania {\displaystyle X_{t}} powyższego równania jest łańcuch Markowa {\displaystyle Y_{n}} taki że:
- zdarzenia losowe łańcucha {\displaystyle Y_{n},} {\displaystyle n=0,1,2,\dots ,N,} zachodzą w dyskretnych chwilach czasu {\displaystyle T_{\mathrm {init} }=\tau _{0}<\tau _{1}<\ldots <\tau _{N}=T_{\mathrm {end} },}

odległych od siebie o wartość skokową
{\displaystyle \Delta t=(T_{\mathrm {end} }-T_{\mathrm {init} })/N,}
- {\displaystyle Y_{0}=x_{0}} – zadane zdarzenie początkowe,
- {\displaystyle Y_{n+1},} {\displaystyle n=0,1,2,\dots ,N-1} – zdarzenia obliczane wzorem rekurencyjnym:

{\displaystyle Y_{n+1}=Y_{n}+a(Y_{n})\,\Delta t+b(Y_{n})\,\Delta W_{n},}
przy czym:
{\displaystyle \Delta W_{n}=W_{n+1}-W_{n},}
{\displaystyle a(Y_{n}),b(Y_{n})} – zadane funkcje {\displaystyle Y_{n}.}
Dowodzi się, że zmienne losowe {\displaystyle \Delta W_{n}} jako różnice zmiennych losowych o rozkładzie normalnym (proces Wienera) są niezależne oraz mają rozkład normalny o wartości oczekiwanej zero i wariancji {\displaystyle \Delta t.}

## Przykład: Równanie Ornsteina-Uhlenbecka

Cztery losowe trajektorie procesu Ornsteina-Uhlenbecka dla θ = 1, σ =
niebieska: położenie początkowe a = 10, μ = 0
pomarańczowa: położenie początkowe a = 0, μ = 0
zielona: położenie początkowe a = −10, μ = 0
czerwona: położenie początkowe a = 0, μ = −10
E(X) określa trajektorię, po której poruszałby się układ, gdyby czynniki losowe były zerowe (σ = 0).

### Równanie stochastyczne
Niech dane będzie stochastyczne równanie różniczkowe jednej zmiennej {\displaystyle X_{t}}
{\displaystyle dX_{t}=\theta \cdot (\mu -X_{t})dt+\sigma \cdot dW_{t},}
o warunku początkowym
{\displaystyle X_{0}=0,}
gdzie {\displaystyle \theta ,\mu ,\sigma } – stałe parametry; różniczka {\displaystyle dW_{t}} odpowiada za proces losowy Wienera.
Powyższe równanie opisuje tzw. proces Ornsteina-Uhlenbecka.

### Zamiana na postać dyskretna
Zgodnie z metodą Eulera-Maruyamy zamienia się to równanie na postać dyskretną
{\displaystyle \Delta Y_{n}=\theta \cdot (\mu -Y_{n})\cdot \,\Delta t+\sigma \cdot \Delta W_{n}.}
Ponieważ {\displaystyle \Delta Y_{n}=Y_{n+1}-Y_{n},} to otrzymuje się równania rekurencyjne
{\displaystyle Y_{n+1}=Y_{n}+\theta \cdot (\mu -Y_{n})\cdot \,\Delta t+\sigma \cdot \Delta W_{n},\qquad n=1,2,\dots ,N,}
gdzie {\displaystyle \Delta W_{n}} – zmienne losowe o rozkładzie normalnym i wariancji {\displaystyle \Delta t.}
Warunek początkowy przyjmie postać:
{\displaystyle Y_{0}=0.}

### Analiza zależność ruchu układu od parametrów równania
Zmieniając parametry równania stochastycznego, można otrzymać ruchu układu w zależności od różnych warunków otoczenia, z jakim układ oddziałuje. Np.
- przyjmując wartość parametru {\displaystyle \sigma =0,} otrzyma się ruch czysto deterministyczny,
- przyjmując wartość parametru {\displaystyle \theta =0,} otrzyma się ruch czysto losowy,
- parametr {\displaystyle \mu } określa położenie, do którego zmierza układ po dłuższym czasie, jeżeli czynniki losowe nie są zbyt duże, tj. dla odpowiednio małej wartości {\displaystyle \sigma ;} na rysunku pokazano cztery trajektorie układu w takich warunkach; mimo różnych wartości położeń początkowych układu (na rys. oznaczonych literą a), układ zmierza po pewnym czasie do położenia {\displaystyle X=\mu .} Przykładem jest ruch wahadła poddanego działaniu losowego oddziaływania od otoczenia i jednocześnie tłumionego – niezależnie od położenia początkowego wahadło przyjmie ostatecznie najniższe położenie.

### Kod programu
Poniżej podano przykład kodu w języku Python, całkujący równanie Ornsteina-Uhlenbecka. Program można testować, korzystając np. z darmowego notatnika colab google online.

Na ilustracji pokazano wynik symulacji komputerowej dla przyjętych w programie wartości parametrów.

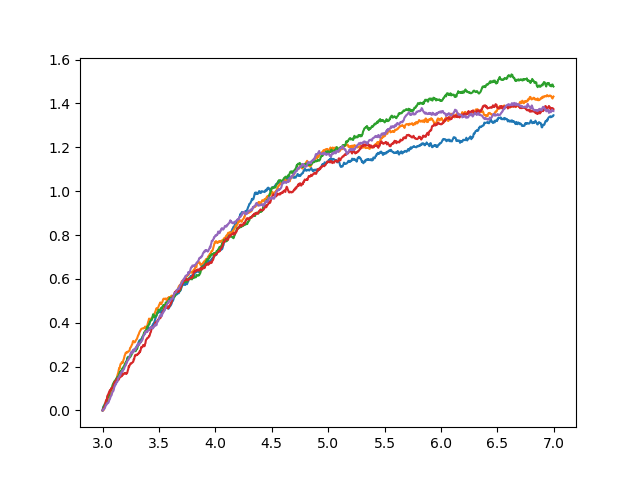
Pięć przykładowych rozwiązań stochastycznego równania różniczkowego opisującego proces Ornsteina-Uhlenbecka, znalezionych numerycznie za pomocą metody Eulera-Maruyamy dla θ = 0.7, σ = 0.06, μ = 1.4 i identycznych położeń początkowych X= 0; na osi pionowej jest położenie układu, na osi poziomej czas.
Każde rozwiązanie przedstawia możliwą, losowo przebiegającą trajektorią układu, która dla dłuższych czasów oscyluje wokół punktu X=μ =1.4

```
import
 
numpy
 
as
 
np

import
 
matplotlib.pyplot
 
as
 
plt

#Dane:

liczba_symulacji
 
=
 
5

t_0
 
=
 
0
    
# chwila początkowa

t_1
 
=
 
7
    
# chwila końcowa

N
   
=
 
200
  
# liczba punktów podziału przedziału

theta
  
=
 
0.7

mu
     
=
 
1.4

sigma
  
=
 
0.06

#Definicja funkcji, która generuje liczbę losową przy każdym wywołaniu

def
 
DW
(
Dt
):
 

    
return
 
np
.
random
.
normal
(
loc
 
=
 
0.0
,
 
scale
 
=
 
np
.
sqrt
(
Dt
))

# Część główna programu

Dt
   
=
 
(
t_1
 
-
 
t_0
)
 
/
 
N

t
    
=
 
np
.
arange
(
t_0
,
 
t_1
,
 
Dt
)
 
# tablica dyskretnych chwil czasu

Y
    
=
 
np
.
zeros
(
N
)
             
# tablica dyskretnych położeń cząstki

for
 
_
 
in
 
range
(
liczba_symulacji
):

    
Y
[
0
]
 
=
 
0

    
for
 
i
 
in
 
range
(
0
,
 
N
-
1
):

        
Y
[
i
+
1
]
=
Y
[
i
]
 
+
 
theta
*
(
mu
 
-
Y
[
i
])
*
Dt
 
+
sigma
*
DW
(
Dt
)

    
plt
.
plot
(
t
,
 
Y
)

plt
.
grid
(
True
)
  
# Dodanie siatki do wykresu

plt
.
show
()

```